# Malinaltepec
Malinaltepec est une ville et le siège de la municipalité de Malinaltepec, dans l'état de Guerrero, au sud-ouest du Mexique.